# Leader (Saskatchewan)
Leader è un comune del Canada, situato nella provincia del Saskatchewan, nella divisione No. 8.